# フレドリック・R・ディキンソン
フレドリック・R・ディキンソン（Frederick R. Dickinson）は、アメリカ合衆国の歴史学者。ペンシルバニア大学教授。東京都出身。専門は日本近現代史、東アジア外交史、アジアのナショナリズム。

## 経歴
東京生まれ。京都と金沢で育つ。
1980年から1981年まで上智大学で学ぶ。1983年、ノートルダム大学卒業。1986年、京都大学大学院法学研究科修士課程修了（国際政治学）。1987年、イェール大学M.A.取得。1989年から1991年まで東京大学大学院で学ぶ。1993年、イェール大学Ph.D.取得。
ペンシルバニア大学助教授、准教授を経て教授。スタンフォード大学フーバー研究所ナショナル・フェロー、国際日本文化研究センター研究員も務めた。

## 著作

### 日本語
- 『大正天皇 一躍五大洲を雄飛す』（ミネルヴァ書房〈ミネルヴァ日本評伝選〉、2009年9月）

### 英語
- War and National Reinvention: Japan in the Great War, 1914-1919 . 2001, Harvard University Asia Center.
- World War I and the Triumph of a New Japan, 1919–1930. 2015, Cambridge University Press.